# Dorfhain
Dorfhain é um município da Alemanha, situado no distrito de Sächsische Schweiz-Osterzgebirge, no estado da Saxônia. Tem 6,26 km² de área, e sua população em 2019 foi estimada em 1.096 habitantes.